# San José Obrero
San José Obrero è un centro abitato del Paraguay, situato nel Dipartimento di Cordillera, a 105 km dalla capitale del paese, Asunción. Forma uno dei 20 distretti in cui è diviso il dipartimento.

## Popolazione
Al censimento del 2002 la località contava una popolazione urbana di 459 abitanti (4.014 nel distretto).

## Caratteristiche
Fondata il 1º settembre del 1986, San José Obrero contiene all'interno del proprio distretto la località di Estancia Gasory, dove il maresciallo Francisco Solano López pose il suo accampamento militare prima di ritirarsi definitivamente con i resti del suo esercito al Cerro Corá, dove avrebbe trovato la morte.